# Uppåkra församling
För den historiska församlingen med detta namn i Västerås stift, se Arboga landsförsamling
Uppåkra församling är en församling i Torna och Bara kontrakt i Lunds stift. Församlingen ligger i Staffanstorps kommun i Skåne län och utgör ett eget pastorat.

## Administrativ historik
Församlingen har medeltida ursprung. Namnet var före 1923 Stora Uppåkra församling. 1965 införlivades Flackarps församling.
Församlingen var till och med 1961 moderförsamling i pastoratet (Stora) Uppåkra och Flackarp. Från 1962 till och med 2001 moderförsamling i pastoratet Uppåkra, Knästorp, Tottarp, Görslöv, Särslöv och Mölleberga som före 1965 även omfattade Flackarps församling.
2002 införlivades Knästorps församling, Tottarps församling, Görslövs församling, Särslövs församling och Mölleberga församling. Uppåkra församling utgör sedan dess ett eget pastorat.

## Kyrkor
- Görslövs kyrka
- Knästorps kyrka
- Mölleberga kyrka
- Särslövs kyrka
- Tottarps kyrka
- Uppåkra kyrka

Flackarps kyrka är numera riven, men år 1953 uppfördes en klockstapel